# Saint-Andéol (Isère)
Saint-Andéol ist eine französische Gemeinde mit 119 Einwohnern (Stand: 1. Januar 2022) im Département Isère in der Region Auvergne-Rhône-Alpes (vor 2016 Rhône-Alpes).Sie gehört zum Arrondissement Grenoble und zum Kanton Matheysine-Trièves. Die Einwohner werden Saint-Andéolous genannt.

## Geographie
Die Gemeinde Saint-Andéol liegt etwa 29 Kilometer südsüdwestlich von Grenoble im Vercors-Massiv der Westalpen. Die höchste Erhebung im Gemeindegebiet ist der Felsgipfel der 2011 m hohen Rochers de la Peyrouse. Umgeben wird Saint-Andèol von den Nachbargemeinden Corrençon-en-Vercors im Norden, Château-Bernard im Norden und Nordosten, Saint-Guillaume im Osten, Gresse-en-Vercors im Süden, Saint-Agnan-en-Vercors im Südwesten und Westen sowie La Chapelle-en-Vercors im Nordwesten.

## Bevölkerungsentwicklung
| Jahr                       | 1962 | 1968 | 1975 | 1982 | 1990 | 1999 | 2006 | 2017 |
| -------------------------- | ---- | ---- | ---- | ---- | ---- | ---- | ---- | ---- |
| Einwohner                  | 70   | 53   | 68   | 66   | 92   | 123  | 115  | 122  |
| Quellen: Cassini und INSEE |      |      |      |      |      |      |      |      |

## Sehenswürdigkeiten
- Kirche Saint-Andéol

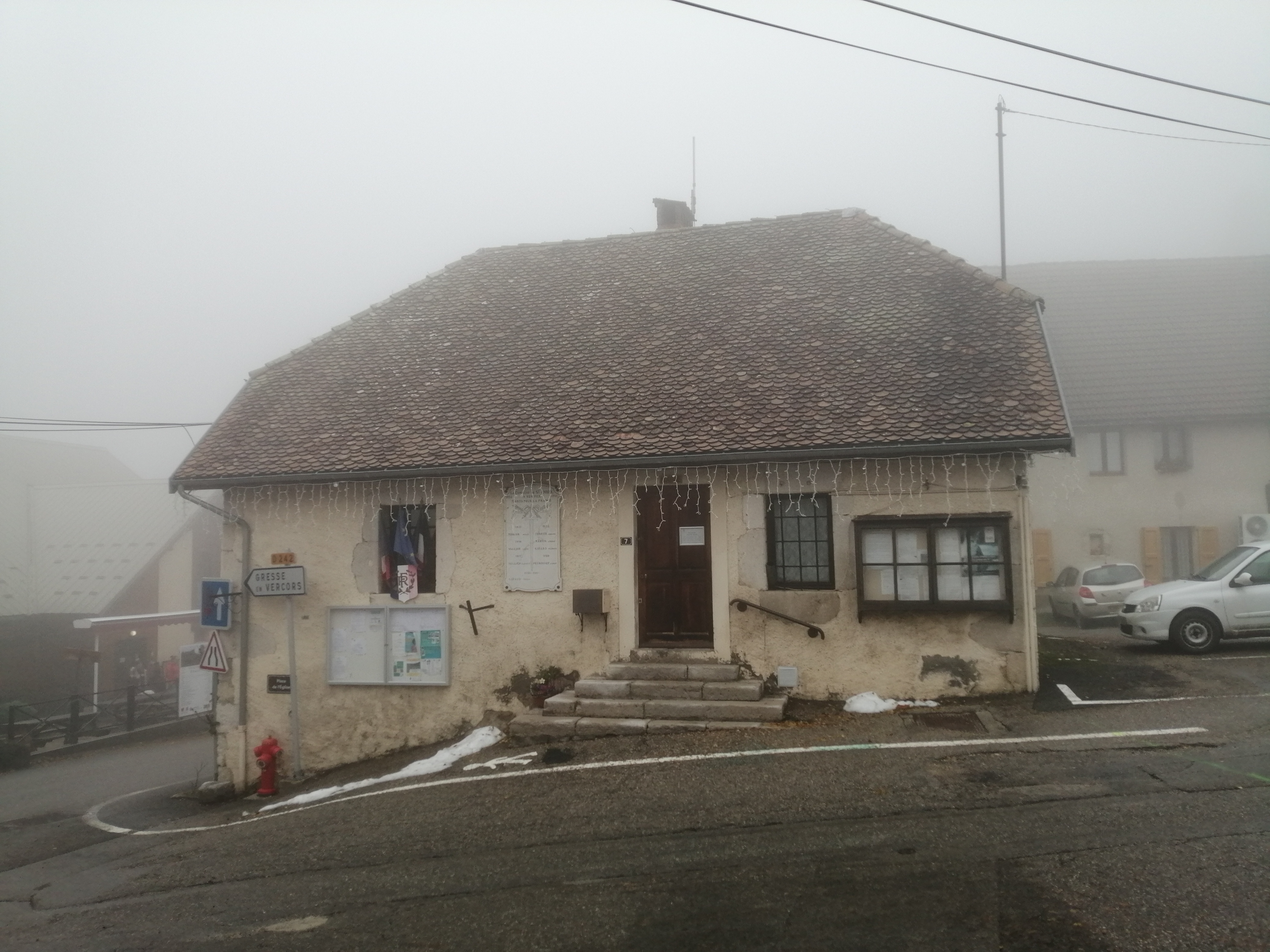
Rathaus (mairie)
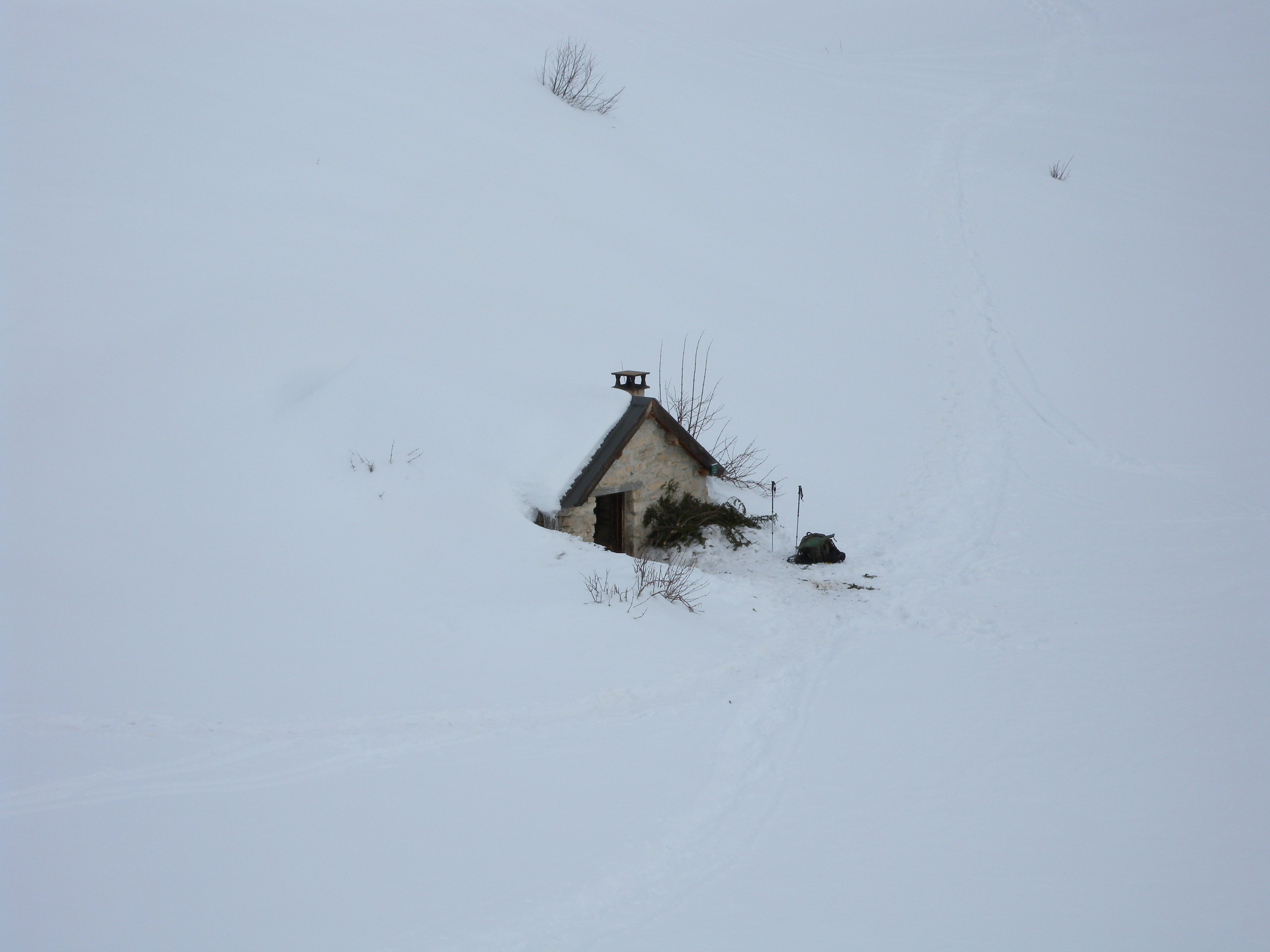
Schutzhütte Tiolache du Milieu